# RMC Sport Awards
 (décembre 2022).
Pour les articles homonymes, voir RMC (homonymie).
Les RMC Sport Awards ont été créés en 2014 avec comme premier lauréat Renaud Lavillenie, faisant suite au Prix du sportif français des auditeurs de Radio France qui existait depuis 2008 et qui a pris fin en 2014, avec la consécration de Renaud Lavillenie encore.
Cet événement récompense d'un trophée, chaque année, au mois de décembre, un sportif français ou bien une équipe, retenu tout d'abord par les auditeurs et les internautes de RMC, puis choisi, par un jury, parmi les cinq noms restant en lice. D'autres trophées, comme celui du manageur de l'année ou celui de la victoire de l'année, sont décernés par ailleurs au cours de cette manifestation.
De 2014 à 2017, l'officialisation du résultat a eu lieu lors de la soirée qui s'est déroulée à l'occasion des RMC Sport Games, dans la station des Menuires jusqu'en 2016, et, pour la première fois, dans la station de Val-d'Isère en 2017.

## Principes et partenariats

### Édition 2014
Cinq trophées ont été remis lors de la cérémonie officielle des RMC Sport Games, dont celui du Champion du Sport français 2014 en partenariat avec Le Parisien et BFM TV. Une liste de 21 sportifs a été soumise aux votes des internautes, et après délibération d’un jury composé des trois médias partenaires, le nom du lauréat a été annoncé au cours de la cérémonie et relayé sur les trois supports : RMC, Le Parisien et sur BFMTV.

### Édition 2015
L'événement est encadré par un partenariat entre RMC, Le Parisien - Aujourd'hui en France et BFMTV. Le lauréat des RMC Sport Awards est élu parmi seize sportifs ou équipes présélectionnés, et les cinq prétendants ayant récolté le plus de votes sont départagés par un jury.

### Édition 2016
Les internautes ont voté sur www.rmcsport.fr et www.leparisien.fr pour désigner le Champion du Sport Français 2016. Les rédactions de RMC, BFMTV, Le Parisien-Aujourd’hui en France et BFM Sport se sont ensuite réunies pour élire le Champion du Sport Français 2016, parmi le top 5 des sportifs.

### Édition 2017
Les internautes ont été invités à voter sur RMC Sport pour désigner les cinq champions du sport français 2017, le jury ayant ensuite fait son choix parmi ces cinq finalistes. Le vainqueur fut annoncé le 8 décembre 2017 sur BFM Sport, lors de la cérémonie présentée par Nicolas Jamain et Georges Quirino en direct de la station de Val-d'Isère. D’autres récompenses ont été également remis tels que le RMC Sport Award du manager de l'année, le RMC Sport Award de la victoire de l'année, et aussi le Prix Olivier Schwarz, en hommage au journaliste de RMC disparu il y a 2 ans, attribué au sportif français le plus sympathique.

### Édition 2018
Les internautes ont voté sur rmcsport.bfmtv.com afin de désigner cinq sportifs/équipes français. Ceux ayant comptabilisé le plus de votes ont été dévoilés le lundi 26 novembre 2018. Les journalistes de RMC, BFMTV, Le Parisien - Aujourd'hui en France et RMC Sport se sont réunis ensuite pour désigner le lauréat. Le vainqueur fut annoncé le 3 décembre 2018 dans le Super Moscato Show sur RMC et en simultané sur RMC Sport.
En 2018, l'organisation n'a distingué qu'une seule récompense : le RMC Sport Award du champion du sport français.

## Palmarès complets

### Palmarès 2014
Sept récompenses ont été attribuées en 2014 :
- RMC Sport Award du champion du sport français : Renaud Lavillenie
- RMC Sport Award du manager sportif : Ghani Yalouz
- RMC Sport Awards d’honneur : Sébastien Chabal et Camille Muffat
- RMC Sport Awards : Pierre Vaultier, Charline Picon et Muriel Hurtis

### Palmarès 2015
Huit récompenses ont été attribuées en 2015 :
- RMC Sport Award du champion du sport français 2015 (en partenariat avec Le Parisien/Aujourd’hui en France et BFM TV) : Florent Manaudou
- RMC Sport Award du manager sportif de l'année : Laurent Tillie
- RMC Sport Award de la victoire de l'année : Pascal Bidégorry et François Gabart, et Vincent Riou et Sébastien Col
- RMC Sport Award de la plus belle victoire d'équipe : Stade français Paris Rugby
- RMC Sport Awards d'honneur : Hervé Dubuisson et Alain Bernard
- Prix Olivier Schwarz (le sportif le plus sympathique) : Martin Fourcade

### Palmarès 2016
Les sportifs récompensés en 2016 sont :
- RMC Sport Award du champion du sport français 2016 (en partenariat avec Le Parisien/Aujourd’hui en France, BFM TV et BFM Sport) : Tony Yoka et Estelle Mossely
- RMC Sport Award du manager sportif de l'année : Didier Deschamps
- RMC Sport Award de la performance de l'année : Kévin Mayer
- RMC Sport Awards d'honneur : Marie-Amélie Le Fur et Gauthier Grumier
- Prix Olivier Schwarz récompensant le sportif français le plus sympathique : Souleymane Cissokho

### Palmarès 2017
Les sportifs récompensés en 2017 sont :
- RMC Sport Award du champion du sport français : Pierre-Ambroise Bosse
- RMC Sport Award de la victoire de l’année : Paris pour l'organisation des Jeux olympiques 2024
- RMC Sport Award du manager de l’année : Zinédine Zidane
- RMC Sport Awards d'honneur : Thierry Dusautoir
- Prix Olivier Schwarz récompensant le sportif français le plus sympathique : Sofiane Oumiha

### Palmarès 2018
- RMC Sport Award du champion du sport français : Martin Fourcade[7]

## Présentation des principaux lauréats

### Champion du sport français
| Année |  | Vainqueur                            | Contexte | Nommés et finalistes | À noter |
| ----- |  | ------------------------------------ | --- | --- | --- |
| 2014  |  | Renaud Lavillenie                    | En février 2014, Renaud Lavillenie a battu le record du monde du saut à la perche, précédemment détenu par Sergueï Bubka, avec un saut de 6,16 mètres. | Florent Manaudou, Jonny Wilkinson, Teddy Riner, Clarisse Agbegnenou, Zlatan Ibrahimović, Jean-Christophe Péraud, Pierre Vaultier, le triplé du skicross, Sébastien Ogier, Équipe de France de handball, Charline Picon, Pauline Ferrand-Prévot, Martin Fourcade, Tony Parker et Boris Diaw, Muriel Hurtis, Antoinette Nana Djimou, Christelle Daunay, Loïck Peyron, Julien Absalon, François Pervis. | En répondant à une interview, Renaud Lavillenie déclare : « Moi, qu'est-ce que je fais maintenant ? Je continue, tout simplement. Je veux tout gagner, avoir le maximum de médailles d'or chez moi, décrocher le maximum de records, me rapprocher de ma limite. Je ne sens aucun danger par rapport à la décompression ».                                                                                              |
| 2015  |  | Florent Manaudou                     | Florent Manoudou, déjà champion olympique en 2012, obtient trois titres de champion du monde en 2015. | Équipe de France de handball, Teddy Riner, Équipe de France de volley-ball, Sébastien Ogier, Gabriella Papadakis et Guillaume Cizeron, François Pervis, Pauline Ferrand-Prévot, RC Toulon, Martin Fourcade, Johann Zarco, Gévrise Émane, Jean-Baptiste Grange, Stade Français, PSG, Marie-Amélie Le Fur.                                                                                             | |
| 2016  |  | Tony Yoka et Estelle Mossely         | Ils sont inséparables au palmarès et à la ville. Héros des Jeux olympiques de Rio, les deux boxeurs, champion olympique des + 91 kg et championne olympique des – 60 kg en boxe à Rio, en 2016, sont aussi champions du monde. | Teddy Riner, Martin Fourcade et Marie-Amélie Le Fur, élus par les internautes, ont composé la suite du Top 5. Les autres nommés sont Charline Picon, Émilie Andéol, Sébastien Ogier, Romain Bardet, Antoine Griezmann, Denis Gargaud, Jérémie Azou et Pierre Houin, l'Équipe de France de concours complet, l'Équipe de France masculine d’épée et l'Équipe de France de saut d’obstacles.           | |
| 2017  |  | Pierre-Ambroise Bosse                | Pierre-Ambroise Bosse devient le premier français champion du monde du 800 mètres en 2017 à Londres. | Martin Fourcade, Teddy Riner, les Experts du handball et Warren Barguil ont été les quatre autres finalistes retenus par les internautes. | |
| 2018  |  | Martin Fourcade                      | Martin Fourcade est le héros des derniers Jeux olympiques d'hiver à Pyeongchang en étant triple champion olympique, le vainqueur de la Coupe du monde pour la septième fois, c'est le sportif français le plus titré de l’histoire des Jeux olympiques, été et hiver confondus, et le plus décoré aux Jeux d'hiver avec sept médailles. | Les quatre autres finalistes étaient Charlotte Bonnet, Perrine Laffont, Kevin Mayer et l’Équipe de France masculine de football. | À la suite de ce résultat, Martin Fourcade a déclaré : « Si on récompense l’impact d’une performance sur une société, le retentissement d’une performance, bien sûr que l’équipe de France de foot méritait ce trophée plus que moi. Par contre si on parle d’exploits sportifs, de performances répétées, de régularité au fil des ans, je pense que je ne suis pas un imposteur aujourd’hui à recevoir ce trophée. ». |
| 2019  |  | Clarisse Agbegnenou[réf. nécessaire] | Elle devient la première judokate française à remporter un quatrième titre de Championne du monde. | | |

### Manager de l'année
| Année |  | Vainqueur        | Contexte | Autres finalistes                                             | À noter |
| ----- |  | ---------------- | --- | ------------------------------------------------------------- | --- |
| 2014  |  | Ghani Yalouz     | Le Directeur technique national de l’athlétisme français est récompensé à la suite des excellents résultats du clan tricolore aux championnats d’Europe de Zürich (23 médailles, dont neuf en or). |                                                               | |
| 2015  |  | Laurent Tillie   | L'entraîneur de l'Équipe de France de volley-ball n'est pas près d'oublier cette année 2015, car il a vu ses protégés remporter la Ligue mondiale puis le Championnat d'Europe. | Claude Onesta, Laurent Blanc, Romain Barnier, Gonzalo Quesada | Au micro du Super Moscato Show, Laurent Tillie a souligné : « Avoir autant de succès consécutifs en une seule année, c'est un peu inespéré. C'est un honneur personnel d'être distingué de la sorte. »                                                                 |
| 2016  |  | Didier Deschamps | Le patron des Bleus est récompensé de l’excellent parcours de son équipe lors de l’Euro 2016. Si la fin a été cruelle, avec la défaite en finale contre le Portugal (1-0), la bande à Deschamps a fait vibrer le pays comme rarement et réconcilié les Français avec leur équipe nationale.                                                                                               |                                                               | Didier Deschamps a déclaré : « Ça fait toujours plaisir, même si je ne cours pas après les récompenses individuelles, mais voilà je suis honoré, ravi ce soir, mais merci les joueurs ! Parce que sans les joueurs, le sélectionneur ou l’entraîneur n’est personne. » |
| 2017  |  | Zinédine Zidane  | L'entraîneur du Real Madrid est récompensé pour ses excellents débuts en tant qu'entraîneur. Il a remporté 7 titres en seulement deux ans : Champion d'Espagne 2017, vainqueur de la Supercoupe d'Espagne 2017, vainqueur de la Ligue des champions en 2016 et 2017, vainqueur de la Supercoupe de l'UEFA en 2016 et 2017 et vainqueur de la Coupe du monde des clubs de la FIFA en 2016. |                                                               | |
| 2018  |  | Non attribué     | |                                                               | Pas de prix cette année. |
| 2019  |  | Non attribué     | |                                                               | Pas de prix cette année. |